# Chorebus aphantus
Chorebus aphantus är en stekelart som först beskrevs av Marshall 1896.  Chorebus aphantus ingår i släktet Chorebus och familjen bracksteklar. Arten är reproducerande i Sverige. Inga underarter finns listade i Catalogue of Life.